# Big Jazz
| Recensione | Giudizio |
| ---------- | -------- |
| AllMusic   |          |

Big Jazz è un album Split, la prima facciata del disco (quattro brani) è della formazione di Jack Teagarden (di cui Rex Stewart stesso faceva parte), mentre la seconda del gruppo di Rex Stewart, pubblicato dalla casa discografica Atlantic Records nel 1953.

## Tracce

### LP
Lato A
Jack Teagarden's Big Eight
1. Shine – 3:56 (testo: Cecil Mack, Lew Brown – musica: Ford Dabney) – Registrato il 15 dicembre 1940 a New York
2. St. James Infirmary – 4:16 (musica: Joe Primrose) – Registrato il 15 dicembre 1940 a New York
3. The Big Eight Blues – 4:15 (musica: Brick Fleagle) – Registrato il 15 dicembre 1940 a New York
4. The World Is Waiting for the Sunrise – 4:09 (testo: Gene Lockhart – musica: Ernest Seitz) – Registrato il 15 dicembre 1940 a New York

Lato B
Rex Stewart's Big Seven
1. Bugle Call Rag – 4:14 (Elmer Schoebel, Billy Meyers, Jack Pettis) – Registrato il 23 luglio 1940 a New York
2. Solid Rock – 4:15 (musica: Rex Stewart) – Registrato il 23 luglio 1940 a New York
3. Cherry – 4:21 (testo: Don Redman, Ray Gilbert – musica: Don Redman) – Registrato il 23 luglio 1940 a New York
4. Diga Diga Doo – 4:12 (testo: Dorothy Fields – musica: Jimmy McHugh) – Registrato il 23 luglio 1940 a New York

## Musicisti
Shine / St. James Infirmary / The Big Eight Blues / The World Is Waiting for the Sunrise
- Jack Teagarden – trombone
- Rex Stewart – cornetta
- Barney Bigard – clarinetto
- Ben Webster – sassofono tenore
- Billy Kyle – pianoforte
- Billy Taylor – contrabbasso
- Brick Fleagle – chitarra
- Dave Tough – batteria

Bugle Call Rag / Solid Rock / Cherry / Diga Diga Doo
- Rex Stewart – cornetta
- Lawrence Brown – trombone
- Barney Bigard – clarinetto
- Billy Kyle – pianoforte
- Brick Fleagle – chitarra
- Wellman Braud – contrabbasso
- Dave Tough – batteria [2]